# Střepy (album)
Střepy (s podtitulem Melodram – piano & zpěv) je sólové album Filipa Topola. Své vlastní básně doprovází na klavír, melodramatické pasáže jsou doplněny i čtyřmi klasičtějšími písněmi se zpěvem, celkem na desce nalezneme 11 skladeb. Album bylo nahráno v dubnu 1999 v brněnském studiu Audio Line a v červnu téhož roku vyšlo u Indies Records na CD a MC. Hudební režii obstaral Roman Jež. Autorem obrazu Světlo a stín na obalu je Sysel, autory fotografií v bookletu jsou Ivan Pinkava a Filip Topol.

Velice niterné album odráží období let 1997 a 1998, kdy Filip Topol kvůli těžké nemoci podstoupil náročné operace i alkoholovou abstinenci.
Střepy je také název pro knížku básní z alba. Vyšla současně s CD v kolibřím vydání u nakladatelství Maťa.

## Seznam písní
1. Když – 4:46
2. Viděl jsem rok – 14:00
3. Co lidi? – 1:50
4. Píseň – 2:15
5. Dvůr a já – 5:49
6. Píseň – 2:57
7. Sprostý pití – 4:42
8. Píseň – 2:43
9. Choulení – 2:33
10. Píseň – 3:28
11. Teď – 2:08

## Složení
- Filip Topol – texty, zpěv, pianino August Förster